# Europamästerskapet i basket för damer 1999
Europamästerskapet i basket för damer 1999 spelades i Katowice, Poznań och Pruszków i Polen och var den 27:e EM-basketturneringen som avgjordes för damer. Turneringen spelades mellan den 28 maj och 6 juni 1999 och totalt deltog tolv lag i turneringen där hemmanationen Polen blev Europamästare före Frankrike och Ryssland, det var Polens första EM-guld och det var dessutom första gången sedan Basket-EM avgjordes i Sovjet 1952 som hemmanationen vann EM-guldet.

## Kvalificerade länder
| - Polen (som arrangör) - Bosnien och Hercegovina - Frankrike - Italien - FR Jugoslavien - Kroatien | - Lettland - Litauen - Ryssland - Slovakien - Tjeckien - Tyskland |

## Gruppspelet

### Spelsystem
De tolv lagen som var med i EM var indelade i två grupper med sex lag i vardera. Alla lagen mötte alla en gång i sin grupp innan de fyra bästa lagen i varje grupp gick vidare till kvartsfinalspel, medan de två sämsta laget i varje grupp spelade om platserna nio till tolv. Seger i en match gav två poäng och förlust gav en poäng.
|  | Laget spelade om plats 1-8  |
|  | Laget spelade om plats 9-12 |

### Grupp A
| Plats                                                            | Nation    | Spelade | Vinster | Förluster | Mål       | Målskillnad | Poäng |
| ---------------------------------------------------------------- | --------- | ------- | ------- | --------- | --------- | ----------- | ----- |
| 1                                                                | Ryssland  | 5       | 5       | 0         | 368 – 281 | +87         | 10    |
| 2                                                                | Frankrike | 5       | 4       | 1         | 311 – 269 | +42         | 9     |
| 3                                                                | Kroatien  | 5       | 2       | 3         | 309 – 336 | -27         | 7     |
| 4                                                                | Slovakien | 5       | 2       | 3         | 298 – 295 | +3          | 7     |
| 5                                                                | Tyskland  | 5       | 1       | 4         | 307 – 346 | -39         | 6     |
| 6                                                                | Lettland  | 5       | 1       | 4         | 311 – 377 | -66         | 6     |
| Inbördes möten avgör placering när två lag hamnar på samma poäng |           |         |         |           |           |             |       |

| 28 maj 1999 kl 16:00 (CET) | Kroatien | 71 – 76 (38-32) Rapport | Lettland |  |
| 28 maj 1999 kl 16:00 (CET) |          |                         |          |  |

| 28 maj 1999 kl 18:00 (CET) | Ryssland | 65 – 48 (35-27) Rapport | Tyskland |  |
| 28 maj 1999 kl 18:00 (CET) |          |                         |          |  |

| 28 maj 1999 kl 20:00 (CET) | Slovakien | 43 – 56 (17-35) Rapport | Frankrike |  |
| 28 maj 1999 kl 20:00 (CET) |           |                         |           |  |

| 29 maj 1999 kl 16:00 (CET) | Tyskland | 63 – 73 (24-44) Rapport | Kroatien |  |
| 29 maj 1999 kl 16:00 (CET) |          |                         |          |  |

| 29 maj 1999 kl 18:00 (CET) | Frankrike | 53 – 59 (23-30) Rapport | Ryssland |  |
| 29 maj 1999 kl 18:00 (CET) |           |                         |          |  |

| 29 maj 1999 kl 20:00 (CET) | Lettland | 43 – 68 (25-18) Rapport | Slovakien |  |
| 29 maj 1999 kl 20:00 (CET) |          |                         |           |  |

| 30 maj 1999 kl 16:00 (CET) | Kroatien | 50 – 73 (18-35) Rapport | Ryssland |  |
| 30 maj 1999 kl 16:00 (CET) |          |                         |          |  |

| 30 maj 1999 kl 18:00 (CET) | Lettland | 56 – 63 (38-37) Rapport | Frankrike |  |
| 30 maj 1999 kl 18:00 (CET) |          |                         |           |  |

| 30 maj 1999 kl 20:00 (CET) | Slovakien | 75 – 61 (40-27) Rapport | Tyskland |  |
| 30 maj 1999 kl 20:00 (CET) |           |                         |          |  |

| 1 juni 1999 kl 16:00 (CET) | Frankrike | 71 – 51 (36-24) Rapport | Kroatien |  |
| 1 juni 1999 kl 16:00 (CET) |           |                         |          |  |

| 1 juni 1999 kl 18:00 (CET) | Tyskland | 75 – 65 (41-32) Rapport | Lettland |  |
| 1 juni 1999 kl 18:00 (CET) |          |                         |          |  |

| 1 juni 1999 kl 20:00 (CET) | Ryssland | 71 – 59 (35-34) Rapport | Slovakien |  |
| 1 juni 1999 kl 20:00 (CET) |          |                         |           |  |

| 2 juni 1999 kl 16:00 (CET) | Tyskland | 60 – 68 (29-31) Rapport | Frankrike |  |
| 2 juni 1999 kl 16:00 (CET) |          |                         |           |  |

| 2 juni 1999 kl 18:00 (CET) | Slovakien | 53 – 64 (26-30) Rapport | Kroatien |  |
| 2 juni 1999 kl 18:00 (CET) |           |                         |          |  |

| 2 juni 1999 kl 20:00 (CET) | Lettland | 71 – 100 (42-48) Rapport | Ryssland |  |
| 2 juni 1999 kl 20:00 (CET) |          |                          |          |  |

### Grupp B
| Plats | Nation                  | Spelade | Vinster | Förluster | Mål       | Målskillnad | Poäng |
| --- | ----------------------- | ------- | ------- | --------- | --------- | ----------- | ----- |
| 1 | Litauen                 | 5       | 4       | 1         | 382 – 333 | +49         | 9     |
| 2 | Polen                   | 5       | 3       | 2         | 383 – 355 | +28         | 8     |
| 3 | Jugoslavien             | 5       | 3       | 2         | 369 – 318 | +51         | 8     |
| 4 | Tjeckien                | 5       | 3       | 2         | 386 – 357 | +29         | 8     |
| 5 | Italien                 | 5       | 2       | 3         | 303 – 312 | -9          | 7     |
| 6 | Bosnien och Hercegovina | 5       | 0       | 5         | 273 – 421 | -148        | 5     |
| Inbördes möten avgör placering när tre lag hamnar på samma poäng Polen besegrade Jugoslavien med 81-74 (+7 poäng), Tjeckien besegrade Polen med 78-75 (+3 poäng) och Jugoslavien besegrade Tjeckien med 85-75 (+10 poäng), vilket gjorde att Polen fick +4, Jugoslavien +3 och Tjeckien -7 i inbördes möten |                         |         |         |           |           |             |       |

| 28 maj 1999 kl 16:00 (CET) | Tjeckien | 67 – 52 (37-20) Rapport | Italien |  |
| 28 maj 1999 kl 16:00 (CET) |          |                         |         |  |

| 28 maj 1999 kl 18:00 (CET) | Litauen | 79 – 72 (38-30) Rapport | Polen |  |
| 28 maj 1999 kl 18:00 (CET) |         |                         |       |  |

| 28 maj 1999 kl 20:00 (CET) | Jugoslavien | 93 – 48 (43-27) Rapport | Bosnien och Hercegovina |  |
| 28 maj 1999 kl 20:00 (CET) |             |                         |                         |  |

| 29 maj 1999 kl 16:00 (CET) | Italien | 57 – 63 (24-31) Rapport | Litauen |  |
| 29 maj 1999 kl 16:00 (CET) |         |                         |         |  |

| 29 maj 1999 kl 18:00 (CET) | Polen | 81 – 74 (41-40) Rapport | Jugoslavien |  |
| 29 maj 1999 kl 18:00 (CET) |       |                         |             |  |

| 29 maj 1999 kl 20:00 (CET) | Bosnien och Hercegovina | 59 – 90 (29-45) Rapport | Tjeckien |  |
| 29 maj 1999 kl 20:00 (CET) |                         |                         |          |  |

| 30 maj 1999 kl 16:00 (CET) | Jugoslavien | 59 – 55 (35-33) Rapport | Litauen |  |
| 30 maj 1999 kl 16:00 (CET) |             |                         |         |  |

| 30 maj 1999 kl 18:00 (CET) | Tjeckien | 78 – 75 (37-41) (Förlängning: 13-10) Rapport | Polen |  |
| 30 maj 1999 kl 18:00 (CET) |          |                                              |       |  |

| 30 maj 1999 kl 20:00 (CET) | Bosnien och Hercegovina | 44 – 64 (28-35) Rapport | Italien |  |
| 30 maj 1999 kl 20:00 (CET) |                         |                         |         |  |

| 1 juni 1999 kl 16:00 (CET) | Litauen | 86 – 76 (38-40) (Förlängning: 14-4) Rapport | Tjeckien |  |
| 1 juni 1999 kl 16:00 (CET) |         |                                             |          |  |

| 1 juni 1999 kl 18:00 (CET) | Polen | 75 – 53 (36-26) Rapport | Bosnien och Hercegovina |  |
| 1 juni 1999 kl 18:00 (CET) |       |                         |                         |  |

| 1 juni 1999 kl 20:00 (CET) | Italien | 59 – 58 (26-34) Rapport | Jugoslavien |  |
| 1 juni 1999 kl 20:00 (CET) |         |                         |             |  |

| 2 juni 1999 kl 16:00 (CET) | Bosnien och Hercegovina | 69 – 99 (35-60) Rapport | Litauen |  |
| 2 juni 1999 kl 16:00 (CET) |                         |                         |         |  |

| 2 juni 1999 kl 18:00 (CET) | Tjeckien | 75 – 85 (35-42) Rapport | Jugoslavien |  |
| 2 juni 1999 kl 18:00 (CET) |          |                         |             |  |

| 2 juni 1999 kl 20:00 (CET) | Polen | 80 – 71 (38-32) Rapport | Italien |  |
| 2 juni 1999 kl 20:00 (CET) |       |                         |         |  |

## Slutspelet

### Kvartsfinaler
| 4 juni 1999 kl 14:00 (CET) | Frankrike | 64 – 58 (31-29) Rapport | Jugoslavien |  |
| 4 juni 1999 kl 14:00 (CET) |           |                         |             |  |

| 4 juni 1999 kl 16:00 (CET) | Litauen | 63 – 69 (23-37) Rapport | Slovakien |  |
| 4 juni 1999 kl 16:00 (CET) |         |                         |           |  |

| 4 juni 1999 kl 18:00 (CET) | Polen | 72 – 51 (32-24) Rapport | Kroatien |  |
| 4 juni 1999 kl 18:00 (CET) |       |                         |          |  |

| 4 juni 1999 kl 20:00 (CET) | Ryssland | 61 – 51 (32-31) Rapport | Tjeckien |  |
| 4 juni 1999 kl 20:00 (CET) |          |                         |          |  |

### Semifinaler
| 5 juni 1999 kl 18:00 (CET) | Polen | 66 – 61 (29-29) Rapport | Ryssland |  |
| 5 juni 1999 kl 18:00 (CET) |       |                         |          |  |

| 5 juni 1999 kl 20:00 (CET) | Frankrike | 66 – 39 (33-16) Rapport | Slovakien |  |
| 5 juni 1999 kl 20:00 (CET) |           |                         |           |  |

### Bronsmatch
| 6 juni 1999 kl 17:00 (CET) | Ryssland | 78 – 49 (35-22) Rapport | Slovakien |  |
| 6 juni 1999 kl 17:00 (CET) |          |                         |           |  |

### Final
| 6 juni 1999 kl 19:00 (CET) | Polen | 59 – 56 (35-31) Rapport | Frankrike |  |
| 6 juni 1999 kl 19:00 (CET) |       |                         |           |  |

| Europamästare: Polens första EM-titel |

## Placeringsmatcher

### Match om 9:e - 12:e plats
| 4 juni 1999 kl 10:00 (CET) | Tyskland | 65 – 75 (35-36) Rapport | Bosnien och Hercegovina |  |
| 4 juni 1999 kl 10:00 (CET) |          |                         |                         |  |

| 4 juni 1999 kl 12:00 (CET) | Italien | 54 – 55 (24-32) Rapport | Lettland |  |
| 4 juni 1999 kl 12:00 (CET) |         |                         |          |  |

### Match om 11:e plats
| 5 juni 1999 kl 10:00 (CET) | Tyskland | 69 – 73 (36-31) Rapport | Italien |  |
| 5 juni 1999 kl 10:00 (CET) |          |                         |         |  |

### Match om 9:e plats
| 5 juni 1999 kl 12:00 (CET) | Bosnien och Hercegovina | 60 – 64 (41-31) Rapport | Lettland |  |
| 5 juni 1999 kl 12:00 (CET) |                         |                         |          |  |

### Match om 5:e - 8:e plats
| 5 juni 1999 kl 14:00 (CET) | Jugoslavien | 57 – 71 (32-31) Rapport | Litauen |  |
| 5 juni 1999 kl 14:00 (CET) |             |                         |         |  |

| 5 juni 1999 kl 16:00 (CET) | Kroatien | 52 – 67 (29-36) Rapport | Tjeckien |  |
| 5 juni 1999 kl 16:00 (CET) |          |                         |          |  |

### Match om 7:e plats
| 6 juni 1999 kl 13:00 (CET) | Jugoslavien | 88 – 61 (52-32) Rapport | Kroatien |  |
| 6 juni 1999 kl 13:00 (CET) |             |                         |          |  |

### Match om 5:e plats
| 6 juni 1999 kl 15:00 (CET) | Litauen | 43 – 53 (25-28) Rapport | Tjeckien |  |
| 6 juni 1999 kl 15:00 (CET) |         |                         |          |  |

## Slutplaceringar
| 1  | Polen                   |
| 2  | Frankrike               |
| 3  | Ryssland                |
| 4  | Slovakien               |
| 5  | Tjeckien                |
| 6  | Litauen                 |
| 7  | Jugoslavien             |
| 8  | Kroatien                |
| 9  | Lettland                |
| 10 | Bosnien och Hercegovina |
| 11 | Italien                 |
| 12 | Tyskland                |